# Kim Chung, Đông Anh
Kim Chung là một xã thuộc huyện Đông Anh thành phố Hà Nội, Việt Nam.

## Địa lý
Xã Kim Chung nằm ở phía tây của huyện Đông Anh, cách trung tâm huyện Đông Anh về phía tây khoảng 8 km, cách trung tâm thành phố Hà Nội về phía tây bắc khoảng 10 km, có vị trí địa lý:
- Phía đông giáp xã Kim Nỗ và xã Hải Bối
- Phía tây giáp huyện Mê Linh
- Phía nam giáp xã Đại Mạch và xã Võng La
- Phía bắc giáp xã Nam Hồng.

Xã Kim Chung có diện tích 7,69 , dân số năm 2022 là 21.894 người, mật độ dân số đạt 2.847 người/km².
Khu công nghiệp Thăng Long có quy mô lớn nhất miền Bắc tọa lạc trên địa bàn xã.

## Hành chính
Xã Kim Chung được chia thành 3 thôn: Bầu, Hậu Dưỡng, Nhuế.

## Lịch sử
Năm 1907, địa bàn Kim Chung thuộc xã Đa Lộc và xã Hậu Dưỡng của tổng Đa Lộc, phủ Yên Lãng, tỉnh Phúc Yên.
Sau Cách mạng tháng Tám năm 1945, địa bàn Kim Chung thuộc xã Hậu Dưỡng và xã Đa Lộc (có 2 làng: Bầu, Nhuế) thuộc huyện Yên Lãng, tỉnh Phúc Yên.
Tháng 4, 1946, hợp nhất xã Đa Lộc và xã Hậu Dưỡng sáp nhập thành xã Kim Chung với 3 làng: Hậu Dưỡng, Nhuế, Bầu.
Ngày 12 tháng 2 năm 1950, Thủ tướng Chính phủ ban hành Nghị định số 03/NĐ-TTg. Theo đó, xã Kim Chung thuộc huyện Yên Lãng, tỉnh Vĩnh Phúc mới thành lập.
Ngày 20 tháng 4 năm 1961, Quốc hội ban hành Nghị quyết về việc sáp nhập xã Kim Chung 
thuộc huyện Yên Lãng, tỉnh Vĩnh Phúc vào huyện Đông Anh, thành phố Hà Nội quản lý.

## Giao thông
Xã tiếp giáp với tuyến đường cao tốc Hà Nội - Nội Bài. Đường vành đai phát triển khu công nghiệp. Đường 5 kéo dài, giao thông vô cùng thuận lợi với các tuyến đường liên thôn, liên xã.